# 湯開遠
汤开远（1588年—1640年），字伯开，明朝抚州府临川县人。其父是汤显祖。
崇祯五年（1632年）由举人任为河南府推官。多次上疏极言时政，言语切直，劝谏崇祯帝治下过严，被切责。后在左良玉军中担任监军，又上疏称朝廷对督抚动辄逮捕，对大将失之姑息。崇祯帝大怒，削籍，押至北京讯问。河南百姓得知，好像失去慈母。左良玉与将士合奏乞留，巡按金光辰也备列其功上告，崇祯帝为之动容，将他释还。升为按察佥事，监安、庐二郡军。变民军扰江北，他多次御敌有功。巡抚史可法以他治行卓异来推荐，于是进升为河南按察副使。因劳成疾在官任上去世，军民都为他哭泣。赠太仆少卿。